# 1940年10月1日日食
1940年10月1日日食是一次日全食，發生於1940年10月1日。新月當天（即朔日），地球上觀測到月球和太阳的角距離極小，此時月球如果恰好在月球交點附近，穿過太阳和地球之間，與地球、太阳接近一直線，則會出現日食。月球本影接觸地表而使該區域完全得不到陽光，就會形成日全食，同時在本影兩側數千公里的半影範圍內遮擋部分陽光，形成日偏食。此次日全食經過了哥伦比亚、巴西、委內瑞拉、南非，日偏食則覆蓋了南美洲大部分、非洲南部及周邊部分地區。

## 日食概況

### 出現區域
哥伦比亚納里尼奧省北部海岸在日出時最先看到日全食，隨後月球本影向東穿過南美洲北部，逐漸轉向東南，進入大西洋後在阿森松島西南約1100公里的洋面達到最大食分。此後本影繼續斜貫南大西洋，逐漸轉為向東，穿過南非後在日落時分結束於印度洋西南部马达加斯加島東南約1000公里的洋面。
本影經過的陸地包括：
- 哥伦比亚：納里尼奧省北部、考卡省中北部、考卡山谷省南部、托利馬省南部、乌伊拉省除南北兩端外的大部、卡克塔省北部、梅塔省南部、瓜維亞雷省中北部、沃佩斯省北部、比查達省極南端、瓜伊尼亞省南半部；
- 巴西：經過亚马孙州北部，自西向東橫貫羅賴馬州南部、帕拉州北部，經過阿馬帕州南部，自西北向東南斜貫馬拉尼昂州北部、皮奧伊州北部、塞阿臘州中部偏南、帕拉伊巴州除南部和東北角外的大部，經過北里約格朗德州西南部、伯南布哥州東部、阿拉戈斯州極東北角；
- 委内瑞拉合众国：亞馬遜州南部；
- 南非聯邦：自西向東貫穿開普省（貫穿今北開普省南部，經過西開普省北部後橫貫東開普省）。[3][4]

除了狹窄的全食帶內能看見日全食之外，月球半影覆蓋範圍內都能看到日偏食，包括美国佛羅里達半島、百慕大、中美洲大陸部分東南部及加勒比地區、南美洲除巴塔哥尼亞地區和福克兰群岛、南乔治亚和南桑威奇群岛外的大部、西非南部海岸及非洲大約位於赤道以南的部分、南极洲靠近非洲的小片海岸。

### 基本參數
- 類型：日全食
- 食甚中心處（位於阿森松島西南約1100公里的南大西洋）資料：
  - 時間：1940年10月1日12:43:41.5
  - 地點：17°32.5′S 18°10.6′W / 17.5417°S 18.1767°W
  - 食分：1.0645（全食帶內最大）
  - 日全食持續時間：5分35.3秒

## 觀測
英国皇家學會和英國皇家天文學會組成的聯合常設日食委員會的成員攜帶干涉儀和光譜儀到巴西做了觀測。格林尼治皇家天文台和好望角天文台（後來併入南非天文台）的觀測隊則到南非卡爾維尼亞研究廣義相對論所提出的引力透镜效應。還有科學家到全食帶的邊緣研究太阳色球層的譜線。剑桥大学太陽物理天文台和南非比勒陀利亞的雷德克里夫天文台（後來併入南非天文台）組成的聯合觀測隊則到南非奈斯普魯研究色球和日冕的極紫外光譜，並對日冕和太阳周圍的天空做偏振研究。

## 相關的日食

### 1939-1942年的日食
月球交替位於相對的月球交點時，以半個交點年（食年），即約177天又4小時間隔出現下列日食。
| 降交點                                          | 降交點                   |          | 升交點                   | 升交點 |
| 沙羅周期                                        | 地圖                     | 沙羅周期 | 地圖                     |        |
| 118                                             | 1939年4月19日 環食       | 123      | 1939年10月12日 全食      |        |
| 128                                             | 1940年4月7日 環食        | 133      | 1940年10月1日 全食       |        |
| 138                                             | 1941年3月27日 環食       | 143      | 1941年9月21日 全食       |        |
| 148                                             | 1942年3月16日 偏食（南） | 153      | 1942年9月10日 偏食（北） |        |
| 註：1942年8月12日的日偏食屬於下一組交點年系列。 |                          |          |                          |        |

### 沙羅周期
沙羅週期長度為18年11天。本次日食屬於沙羅週期133，共包含72次日食，依次為1219年7月13日至1417年11月8日的12次日偏食、1435年11月20日至1526年1月13日的6次日環食、1544年1月24日的1次全環食（亦稱混合食）、1562年2月3日至2373年6月21日的46次日全食、2391年7月3日至2499年9月5日的7次日偏食，總共歷時1280.14年。其中最長的全食發生於1850年8月7日，共持續了6分50秒。
下表列舉了1901年至2100年間發生的屬於該周期的日食，是第39至49次：
| 39             | 40             | 41            |
| -------------- | -------------- | ------------- |
| 1904年9月9日   | 1922年9月21日  | 1940年10月1日 |
| 42             | 43             | 44            |
| 1958年10月12日 | 1976年10月23日 | 1994年11月3日 |
| 45             | 46             | 47            |
| 2012年11月13日 | 2030年11月25日 | 2048年12月5日 |
| 48             | 49             |               |
| 2066年12月17日 | 2084年12月27日 |               |

## 資料來源
1. ↑  樊忠玉. . 中国天文科普网.   [2016-04-05]. （原始内容存档于2014-09-17）.
2. 1 2  Fred Espenak. . NASA Eclipse Web Site.   [2016-04-05]. （原始内容存档于2020-10-20）.（英文）
3. ↑  Fred Espenak. . NASA Eclipse Web Site.   [2016-04-05]. （原始内容存档于2020-10-20）.（英文）
4. ↑  Xavier M. Jubier. .   [2016-04-05]. （原始内容存档于2017-03-05）.（法文）（英文）
5. ↑  Fred Espenak. . NASA Eclipse Web Site.   [2016-04-05]. （原始内容存档于2008-08-29）.（英文）
6. ↑  Stratton, F. J. M. . 自然. 1940, 145 (3662): 32  [2016-04-05]. （原始内容存档于2019-08-27）.（英文）
7. ↑  Fred Espenak. . NASA Eclipse Web Site.（英文）

## 外部連結
- NASA日食專頁（页面存档备份，存于）（英文）
- 可見區域圖和時間統計：由弗雷德·埃斯佩纳克做出的日食預報，NASA/GSFC
  - Google互動地圖呈現的日食範圍
  - 貝塞爾元素
- Google地圖顯示的日全食和日偏食範圍（页面存档备份，存于）（法文）（英文）

| \| \| 日食 \|                            |                              |                                           |
| 上一次日食： 1940年4月7日日食 （日環食） | 1940年10月1日日食 （日全食） | 下一次日食： 1941年3月27日日食 （日環食） |
| 上一次日全食： 1939年10月12日日食        | 1940年10月1日日食 （日全食） | 下一次日全食： 1941年9月21日日食          |
|                                          | 日食                         |                                           |